# Черріоне
Черріоне (італ. Cerrione, п'єм. Cerion) — муніципалітет в Італії, у регіоні П'ємонт,  провінція Б'єлла.
Черріоне розташоване на відстані близько 540 км на північний захід від Рима, 55 км на північний схід від Турина, 12 км на південь від Б'єлли.
Населення — 2904 особи (2014).
Щорічний фестиваль відбувається 23 квітня. Покровитель — святий Юрій.

## Демографія
Населення за роками:

Станом на 1 січня 2023 року в муніципалітеті офіційно проживав 81 іноземець з 24 країн, серед них 33 громадяни країн Євросоюзу та 5 громадян України.

## Сусідні муніципалітети
- Борріана
- Маньяно
- Ропполо
- Салуссола
- Сандільяно
- Верроне
- Цимоне
- Цуб'єна